# Виндобона

План Виндобоны (около 250 года)

Виндобона (от кельт. windo — «белый» и bona — «ограждённое место, городок») — древнее поселение на территории сегодняшнего города Вена.
Примерно в 15 году до нашей эры Норик стал провинцией Римской империи и Дунай стал границей империи. История Вены как населённого пункта начинается в середине I века с началом строительства на территории сегодняшнего города форпоста XV Первородного легиона. Параллельно с военным лагерем начал развиваться и гражданский город (канаба).
В начале V века Виндобона пережила сильный пожар, а к концу того же века римляне покинули эти места.